# Dammartin-sur-Meuse
 Dammartin-sur-Meuse  es una población y comuna francesa, en la región de Champaña-Ardenas, departamento de Alto Marne, en el distrito de Langres y cantón de Val-de-Meuse.

## Demografía
| 266 | 239 | 229 | 207 | 186 | 195 |
| Para los censos de 1962 a 1999 la población legal corresponde a la población sin duplicidades (Fuente: INSEE [Consultar]) |     |     |     |     |     |